# Уэртман, Кевин
Ке́вин Дэ́вид Уэ́ртман (англ. Kevin David Wortman; 22 февраля 1969, Согус, Массачусетс — 11 апреля 2018) — американский хоккеист, защитник, выступавший на профессиональном уровне в период 1991—2002 годов. Играл в Национальной хоккейной лиге за клуб «Калгари Флэймз», известен также по выступлениям в хоккейных лигах Финляндии, Германии и Австрии.

## Биография
Кевин Уэртман родился 22 февраля 1969 года в городе Согас округа Эссекс штата Массачусетс, США. Был одним из шести детей у своих родителей Фредерика и Сюзан Уэртман.
Серьёзно заниматься хоккеем начал после окончания старшей школы, поступив в Американский международный колледж в Спрингфилде — состоял в местной студенческой хоккейной команде, отыграв в ней три полноценных сезона.
На драфте НХЛ 1989 года был выбран в восьмом раунде под общим 168 номером клубом «Калгари Флэймз». Дебютировал на профессиональном уровне в сезоне 1991/92 годов в составе команды «Солт-Лейк Голден Иглз», выступавшей в Международной хоккейной лиге, где провёл около двух лет. Получил награду Кен Маккензи Трофи как самый выдающийся новичок американского происхождения, избирался во вторую символическую сборную всех звёзд лиги. Дважды занимал четвёртое место в команде по количеству набранных очков.
Сезон 1993/94 провёл в клубе «Сент-Джон Флэймз» из Американской хоккейной лиги. Также его наконец призвали в «Калгари» для участия в матчах Национальной хоккейной лиги, хотя в общей сложности он выходил на лёд в НХЛ только в пяти играх регулярного чемпионата, не набрав при этом ни одного очка.
Будучи свободным агентом, летом 1994 года подписал контракт с командой «Сан-Хосе Шаркс» и затем провёл один сезон в аффилированном с ней клубе «Канзас-Сити Блэйдз», вернувшись таким образом в Международную хоккейную лигу.
В сезоне 1995/96 представлял другой клуб МХЛ «Форт-Уэйн Кометс».
В 1996 году отправился в Финляндию выступать за команду ЮП из Ювяскюля, провёл три сезона в финской СМ-Лиге.
Затем в период 1999—2001 годов выступал за немецкие клубы «Швеннингер Уайлд Уингз» и «Эссен Москитос» в Немецкой хоккейной лиге.
Последний раз играл на профессиональном уровне в сезоне 2001/02 в составе австрийского клуба «Вена» в Австрийской хоккейной лиге. По окончании этого сезона принял решение завершить спортивную карьеру и вернулся на родину.
Умер 11 апреля 2018 года в Согасе в возрасте 49 лет.